# 龙常草
龙常草（学名：Diarrhena mandshurica）为禾本科龙常草属下的一个种。